# Уфимская епархия
Уфи́мская епа́рхия (баш. Өфө епархияһы) — епархия Русской православной церкви, объединяющая приходы и монастыри в средней части Башкирии (в границах города Уфы, а также Благовещенского, Гафурийского, Кармаскалинского, Кушнаренковского, Стерлитамакского, Уфимского и Чишминского районов. Входит в состав Башкортостанской митрополии.
Епархию с 1990 года возглавляет Никон (Васюков).

## История
Епархия с кафедрой в Уфе была учреждена указом императора Павла I от 27 сентября 1799 года и открыта в начале 1800 года как Оренбургская и Уфимская епархия в пределах Оренбургской губернии. В её состав вошли: Уфа, Мензелинск, Бирск, Белебей, Стерлитамак, Оренбург, — из Казанской епархии; Троицк, Челябинск, Верхнеуральск — из Тобольской.
21 марта (2 апреля) 1859 епархия разделена на две: Оренбургскую и Уфимскую, с центрами в соответствующих городах.
В конце 19 века в епархии было 366 церквей. Действовали Духовная консистория, Духовная семинария, Духовное мужское училище, Епархиальное женское училище, при храмах — церковно-приходские школы. Для координации деятельности духовных учебных заведений в 1884 году был создан Епархиальный училищный совет. Издавалась газета «Уфимские епархиальные ведомости». К 1913 году в епархии было 17 монастырей и общин (6 мужских и 11 женских), 526 церквей, 225 часовен; при церквах и монастырях действовало 388 библиотек.
К началу 1920-х годов в Уфимской епархии насчитывалось около 730 православных храмов и 16 монастырей.
В 1937 году Уфимское епархиальное управление было ликвидировано, руководство епархией перешло архиерею Куйбышевской епархии. К 1940‑м годам почти весь состав духовенства был репрессирован.
К 1939 году органами советской власти в Уфимской епархии были закрыты все храмы, кроме Сергиевской церкви в Уфе. Многие красивейшие православные храмы были разрушены, в частности, уфимский Троицкий храм был взорван, и на его месте сооружён Монумент Дружбы. Практически все церковные ценности были изъяты у приходов верующих.
В 1942 году было восстановлено Уфимское епархиальное управление. В 1945 году в епархии было два благочиния с центрами в городах Уфа и Стерлитамак. В управлении было около 40 церквей и молитвенных домов. В 1960‑е годы часть церквей была закрыта и к 1970 году их было 17.
К 1990 году в епархии действовало около 30 храмов. По данным на 2010 год, в епархии насчитывалось более 279 приходов и 8 монастырей, служило более 250 священнослужителей. Были созданы отделы религиозного образования и катехизации, молодёжный, миссионерский, по благотворительности и соц. служению, спорта и патриотического воспитания молодёжи, по работе с воскресными школами и др. На территории епархии действовало 160 воскресных школ, приют, епархиальный музей, иконописные мастерские, библиотека. Издаётся газета «Уфимские епархиальные ведомости».
В 2011 году в епархии было 287 приходов (29 благочиний), 8 монастырей, 6 монастырских скита и подворий, 247 священнослужителей.
27 декабря 2011 года из Уфимской епархии выделены Нефтекамская и Салаватская епархии с включением их и Уфимской епархии в состав новообразованной Башкортостанской митрополии.
4-5 июня 2016 года в Уфимскую епархию и Башкортостанскую митрополию Патриарх Кирилл совершил первый в истории епархии патриарший визит.
24 августа 2023 года в состав Уфимской епархии включены Кармаскалинский, Кушнаренковский и Чишминский районы Республики Башкортостан, ранее входившие в Салаватскую епархию.

## Названия
- Оренбургская и Уфимская (с 1799)
- Уфимская и Мензелинская (с 1859)
- Уфимская и Давлекановская (с 1928)
- Уфимская и Башкирская (с 1945)
- Уфимская и Стерлитамакская (с 1952)
- Уфимская (с 27 декабря 2011)

## Епископы
1. Порфирий (Соколовский) (21 марта 1859 — 13 сентября 1860)
2. Филарет (Малышевский) (13 сентября 1860 — 28 февраля 1869)
3. Петр (Екатериновский) (4 апреля 1869 — 19 ноября 1876)
4. Никанор (Бровкович) (25 декабря 1876 — 12 декабря 1883)
5. Дионисий (Хитров) (12 декабря 1883 — 8 сентября 1896)
6. Иустин (Полянский) (14 октября 1896 — 14 июля 1900)
7. Антоний (Храповицкий) (4 июля 1900 — 27 апреля 1902)
8. Климент (Верниковский) (26 мая 1902 — 26 ноября 1903)
9. Христофор (Смирнов) (26 ноября 1903 — 17 октября 1908)
10. Нафанаил (Троицкий) (31 октября 1908 — 17 апреля 1912)
11. Михей (Алексеев) (17 апреля 1912 — 22 декабря 1913)
12. Андрей (Ухтомский) (22 декабря 1913—1921)
  - Симон (Шлеёв) (май 1920 — 18 августа 1921) в/у, епископ Охтенский
13. Борис (Шипулин) (1921 — 5 сентября 1927)
14. Иоанн (Поярков) (1928 — 17 января 1933)
15. Софроний (Арефьев) (13 февраля 1933 — 3 марта 1934)
16. Дионисий (Прозоровский) (3 мая 1934 — январь 1936)
17. Григорий (Козлов) (январь 1936 — 29 ноября 1937)
1937—1941 — под управлением митрополита Московского
18. Алексий (Сергеев) (февраль — 13 июля 1942)
19. Стефан (Проценко) (13 июля 1942 — 25 августа 1944)
20. Иоанн (Братолюбов) (14 февраля 1945 — 18 ноября 1948)
21. Нифонт (Сапожков) (18 ноября 1948 — 17 марта 1950)
22. Арсений (Крылов) (17 марта 1950 — 17 ноября 1953)
23. Иларион (Прохоров) (17 ноября 1953 — 9 декабря 1958)
24. Никон (Лысенко) (12 марта 1959 — 9 октября 1963)
25. Иларион (Прохоров) (9 октября 1963 — 7 октября 1967) (второй раз)
26. Михаил (Воскресенский) (7—23 октября 1967)
27. Иов (Кресович) (23 октября 1967 — 16 октября 1973)
28. Феодосий (Погорский) (16 октября 1973 — 3 мая 1975)
29. Иоанн (Снычев) (3 мая — 27 июля 1975), в/у
30. Ириней (Середний) (27 июля 1975 — 19 июля 1976)
31. Валентин (Мищук) (25 июля 1976 — 16 ноября 1979)
32. Анатолий (Кузнецов) (16 ноября 1979 — 20 июля 1990)
33. Никон (Васюков) (с 26 августа 1990)

## Викариатства
- Аскинское (недейств.)
- Байкинское (недейств.)
- Белебеевское (недейств.)
- Бирское (ныне самостоятельная епархия)
- Давлекановское (недейств.)
- Златоустовское (недейств.)
- Мензелинское (недейств.)
- Саткинское (недейств.)
- Староуфимское (недейств.)
- Стерлитамакское (недейств.)
- Усть-Катавское (недейств.)

## Благочиния и благочинные
Епархия разделена на 7 церковных округов:
- Уфимское благочиние (1-й округ) — протоиерей Ромил Гареев
- Стерлитамакское благочиние (2-й округ) — протоиерей Павел Миронов
- Благовещенское благочиние (3-й округ) — протоиерей Сергий Катаев
- Красноусольское благочиние (4-й округ) — иерей Димитрий Медведев
- Демское благочиние (5-й округ) — протоиерей Виктор Киселёв
- Монастырское благочиние (6-й округ) — архимандрит Варлаам (Максаков)
- Чишминское благочиние (7-й округ) — протоиерей Владимир Жданов

## Монастыри
- Мужские
  - Покрово-Эннатский в селе Новомихайловке Фёдоровского района
  - Пророко-Илиинский
  - Успенский Свято-Георгиевский «Святые Кустики» в селе Уса-Степановка Благовещенского района
- Женские
  - Благовещенский в городе Стерлитамаке
  - Богородице-Табынский в cеле Курорта Гафурийского района
  - Богородице-Тихвинский Рябашский
  - Бугабашский Богородице-Одигитриевский
  - Иверский в городе Уфе
  - Марфо-Мариинский в селе Ира города Кумертау
  - Свято-Троицкий